# Moon Hee-jung
Moon Hee-jung es una guionista surcoreana. Es conocida principalmente por escribir los dramas El último escándalo de mi vida, Sonrisa, ¿Puedes Escuchar Mi Corazón y Missing You.

## Filmografía
- Goodbye Mr. Black (MBC, 2016)
- Día glorioso (SBS, 2014)
- Missing you (MBC, 2012-2013)
- ¿Puedes Escuchar Mi Corazón (MBC, 2011)
- Sonrisa,  (SBS, 2009-2010)
- El último escándalo de mi vida (MBC, 2008)
- Tree of Heaven (SBS, 2006)
- Indignante Mujeres (MBC, 2006)
- Vamos a Ir a la Playa (SBS, 2005)
- Grandes Amigos de la Temporada 2 (KBS2, 2001)